# Fugue en femme majeure (téléfilm)

Fugue en femme majeure est un téléfilm français de 90 minutes réalisé par Patrick Villechaize en 1985 pour FR3.

## Synopsis
Judy est professeur d'anglais dans un lycée de province. Vie cossue, provinciale et apparemment tranquille, entre un mari cadre dans une banque et deux jeunes enfants. Mais Judy ne pense qu'à sa peinture. Le week-end, elle laisse ses copies et peint. Ses tableaux envahissent l'appartement, bousculent ses habitudes. Alors qu'elle s'est enfin décidée à abandonner son métier, sa vie bascule lorsque son mari lui annonce qu'il la quitte pour une jeune danseuse...
Une histoire banale, mais le côté artiste de Judy fait basculer le récit. Elle aurait pu haïr la jeune maîtresse, mais la haine se transforme en curiosité, en attirance. Odile la fascine, et elle passe des heures à la regarder au studio de danse. Elle en fera même une amie. Et brusquement, sur un coup de tête, elle part avec la mère de son copain d'enfance, Evelyne, vieille dame fofolle qui court après le fantôme de son frère disparu au Brésil, pour un voyage en douce, une fugue pour échapper aux concessions bancales, aux solutions vaines...

## Production
- Diffuseur : FR3 (Collection Ciné 16)
- Date de sortie : 19 juin 1985

## Fiche technique
- Réalisateur : Patrick Villechaize
- Scénario : Toni Leicester (Jenny Arasse)
- Musique : Gilles Tinayre
- Directeur Photo : Emmanuel Machuel
- Durée : 90 minutes

## Distribution
- France Dougnac : Judy
- Stéphane Bouy : Michel
- Sophie Edmond : Odile
- Patachou : Evelyne
- Jean-Pierre Sentier : Alain
- Bertrand Migeat : François
- Hugues Martel : Frédéric